# 新富スマートインターチェンジ
新富スマートインターチェンジ（しんとみスマートインターチェンジ）は、宮崎県児湯郡新富町に建設中の東九州自動車道のスマートインターチェンジである。名称は仮称である。

## 概要
本線直結型で建設され、利用可能車種はETC搭載の全車種で24時間運用、上下線ともに出入可となる予定。

## 道路
- E10 東九州自動車道

## 沿革
- 2020年（令和2年）10月23日 : 国土交通省より連結許可[1]。

## 隣
E10 東九州自動車道
(27)高鍋IC - 新富スマートIC（事業中） - (28)西都IC